# Spindalis
Spindalis (česky tangara, toto jméno je však využíváno pro více různých rodů) je rod pěvců řazený do samostatné čeledi Spindalidae.

## Systematika
Za popisnou autoritu rodu Spindalis jsou pokládáni skotský přírodovědec William Jardine a anglický přírodovědec Prideaux John Selby (1837). V literatuře mohou být zástupci rodu Spindalis klasifikováni buďto v rámci jediného druhu S. zena, anebo spíše v rámci čtyř druhů, které se od sebe liší jak stavbou těla a opeřením, tak hlasovými projevy a rovněž areálem výskytu.
Těmito čtyřmi druhy jsou:
- Spindalis dominicensis (H. Bryant, 1867) – tangara gonavská (Hispaniola);
- Spindalis nigricephala (Jameson, 1835) – tangara Jamesonova (Jamajka);
- Spindalis portoricensis (H. Bryant, 1866) – tangara Bryantova (Portoriko);
- Spindalis zena (Linnaeus, 1758) – tangara kubánská (Bahamy, Kuba, Kajmanské ostrovy a Cozumel).

Ve starší literatuře je rod Spindalis často klasifikován v rámci početné čeledi tangarovitých (Thraupidae). Molekulárně-fylogenetické studie (Barker & kol., 2013; Oliveros & kol., 2019) jej však nepovažují za blízce příbuzný pravým tangarám, byť se podobně jako ony odvětvuje uvnitř širšího kladu sdružujícího zpěvné s devíti ručními letkami („nine-primaried oscine group“). Rod Spindalis je klasifikován buďto společně s rodem Nesospingus v rámci širší čeledi Phaenicophilidae, anebo všechny tři linie vystupují na úrovni samostatných čeledí. Popisnou autoritu samostatné čeledi Spindalidae v takovém případě představuje Barker & kol., 2013. IOC World Bird List k červnu 2024 zastával systém operující se třemi samostatnými čeleděmi.

## Charakteristika

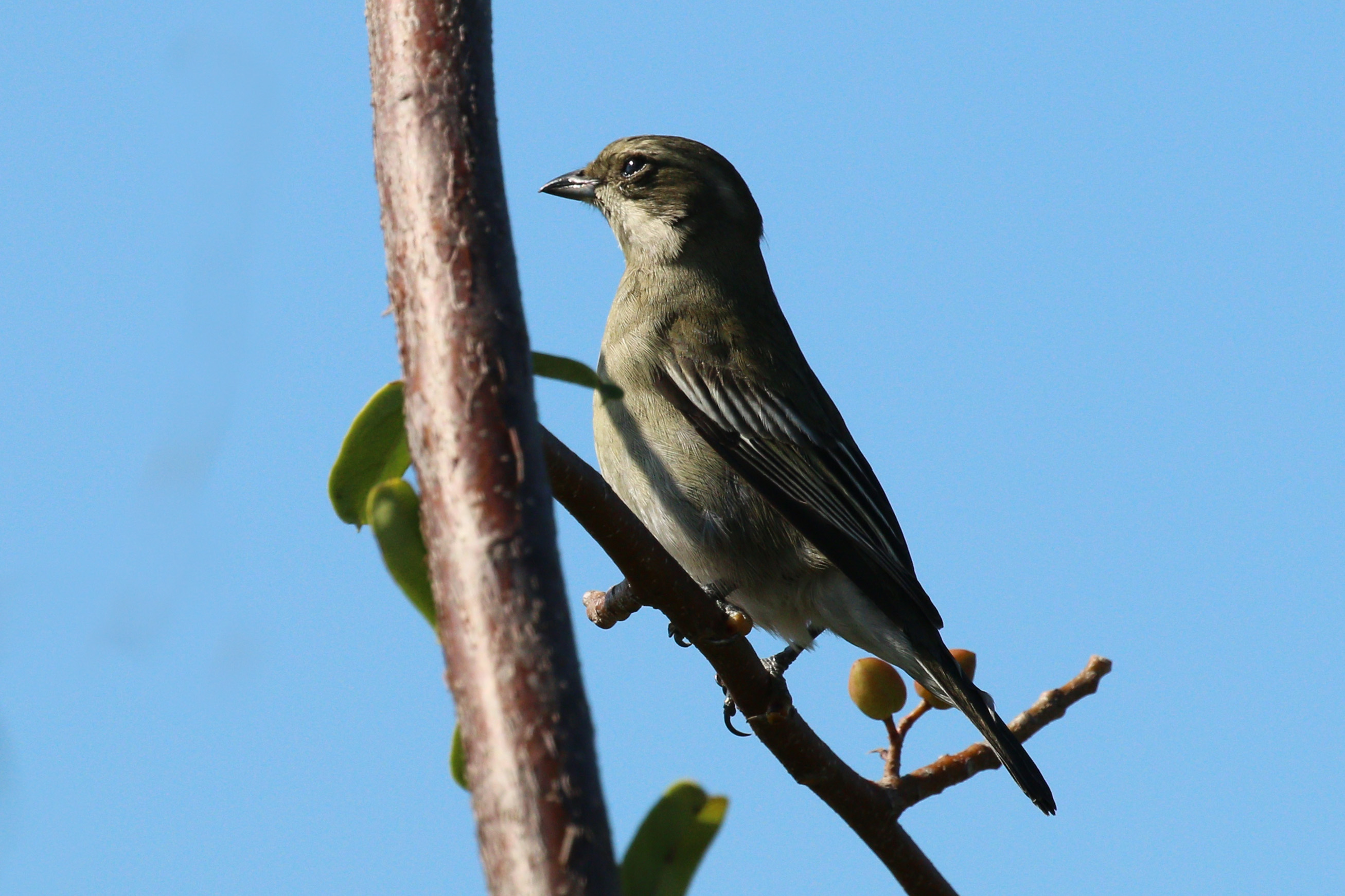
Spindalis zena, samice

Tangary rodu Spindalis představují menší až středně velké pěvce se středně dlouhými křídly a ocasem, kratšíma, ale statnýma nohama a krátkým, mohutným a na konci zašpičatělým zobákem. Nejmenšího zástupce představuje tangara kubánská, jež dosahuje velikosti asi 15 cm, naopak největším zástupcem je tangara Jamesonova, jež měří asi 18 cm. Samci mívají pestře zbarvené peří, jež se vyznačuje výrazným černo-bílým vzorováním na hlavě a jiných tělesných partiích, zatímco spodek těla vyniká odstíny žluté, oranžové či rudé. Konkrétní barevný vzor se liší v závislosti na jednotlivých formách. Opeření samic bývá mnohem méně výrazné ve srovnání s opeřením samčím.
Tangary rodu Spindalis se přirozeně vyskytují na různých ostrovech karibského regionu a tolerují široký rozsah přirozených stanovišť, od křovin a horských lesů až po obdělávanou půdu. Živí se převážně bobulemi, ale i jinou rostlinnou potravou, nepohrdnou ani bezobratlými. O rozmnožování jednotlivých druhů bylo zjištěno jen malé množství informací. Otevřená hnízda si tito opeřenci vytvářejí z palmových listů a jiné vhodné vegetace a umisťují asi 1 až 5 m nad podrostem. Snůška typicky obsahuje 2 až 3 vejce. V případě tangary gonavské bylo zjištěno, že během roku může odchovat až dvě snůšky.